# Falcon Heights (Minnesota)
Falcon Heights é uma cidade localizada no estado americano de Minnesota, no Condado de Ramsey.

## Demografia
Segundo o censo americano de 2000, a sua população era de 5572 habitantes.
Em 2006, foi estimada uma população de 5438, um decréscimo de 134 (-2.4%).

## Geografia
De acordo com o United States Census Bureau tem uma área de
5,8 km², dos quais 5,8 km² cobertos por terra e 0,0 km² cobertos por água.

## Localidades na vizinhança
O diagrama seguinte representa as localidades num raio de 8 km ao redor de Falcon Heights.